# Turniej o Puchar Burmistrza Rawicza 2007
Puchar Burmistrza Rawicza 2007 – turniej żużlowy, rozegrany po raz 13. w Rawiczu indywidualnie i w parach, w którym zwyciężyła para Piotr Dym i Robert Miśkowiak reprezentując grupę Metalika, natomiast indywidualny turniej wygrał Robert Miśkowiak.

## Pary
- Rawicz, 23 września 2007
- Sędzia: Leszek Demski

| Miejsce | Grupa           | Suma | Zawodnicy                          | Punkty                             |
| ------- | --------------- | ---- | ---------------------------------- | ---------------------------------- |
| złoto   | Metalika        | 24   | Piotr Dym Robert Miśkowiak         | 8 (3,3,3,3,3,3) 16 (3,3,2,3,3,2)   |
| srebro  | Agromix         | 21   | Michał Szczepaniak Ronnie Jamroży  | 10 (3,2,1,0,3,1) 11 (2,0,3,3,d,3)  |
| brąz    | Segla           | 19   | Paweł Miesiąc Mariusz Puszakowski  | 6 (1,0,2,d,1,2) 13 (3,2,1,1,3,3)   |
| 4       | Ewa Mendel Team | 19   | Krystian Klecha Dawid Cieślewicz   | 9 (0,1,3,2,0,3) 10 (1,2,1,3,2,1)   |
| 5       | TAD-LEN         | 18   | Zbigniew Suchecki Norbert Kościuch | 9 (3,1,2,3,0,d) 9 (1,3,1,0,2,2)    |
| 6       | Grupa Pieprzyk  | 12   | Adam Skórnicki Nikolai Klindt      | 9 (1,3,2,1,2,d) 3 (t,2,0,t,0,1)    |
| 7       | RAWAG           | 10   | Adrian Płuska Robert Mikołajczak   | 4 (2,1,w,0,1,dst) 6 (0,t,3,1,2,wu) |

## Indywidualny
W turnieju indywidualnym pojechało ośmiu najlepszych zawodników turnieju par. Przeprowadzono półfinały i finał.

### 1. półfinał
| Miejsce | Zawodnik            | Klub      |
| ------- | ------------------- | --------- |
| 1       | Norbert Kościuch    | Poznań    |
| 2       | Mariusz Puszakowski | Grudziądz |
| 3       | Michał Szczepaniak  | Bydgoszcz |
| 4       | Krystian Klecha     | Bydgoszcz |

### 2. półfinał
| Miejsce | Zawodnik          | Klub         |
| ------- | ----------------- | ------------ |
| 1       | Robert Miśkowiak  | Leszno       |
| 2       | Zbigniew Suchecki | Zielona Góra |
| 3       | Dawid Cieślewicz  | Gniezno      |
| 4       | Ronnie Jamroży    | Grudziądz    |

### Finał
| Miejsce | Zawodnik            | Klub         |
| ------- | ------------------- | ------------ |
| 1       | Robert Miśkowiak    | Leszno       |
| 2       | Zbigniew Suchecki   | Zielona Góra |
| 3       | Norbert Kościuch    | Poznań       |
| 4       | Mariusz Puszakowski | Grudziądz    |

### Klasyfikacja końcowa
| Miejsce | Zawodnik            | Klub         |
| ------- | ------------------- | ------------ |
| złoto   | Robert Miśkowiak    | Leszno       |
| srebro  | Zbigniew Suchecki   | Zielona Góra |
| brąz    | Norbert Kościuch    | Poznań       |
| 4       | Mariusz Puszakowski | Grudziądz    |
| 5       | Michał Szczepaniak  | Bydgoszcz    |
| 6       | Dawid Cieślewicz    | Gniezno      |
| 7       | Ronnie Jamroży      | Grudziądz    |
| 8       | Krystian Klecha     | Bydgoszcz    |